# 橋本真帆
橋本 真帆（はしもと まほ、1993年2月14日 - ）は、日本の女優、タレント、モデル。山口県出身。ブランニューミュージック所属。

## 来歴・人物
安田女子短期大学秘書科出身。
Miss of Miss Campus Queen Contest2011ファイナリスト。
週刊ヤングジャンプギャルコンテスト2011での準優勝をきっかけにデビュー。
趣味はジェットスキー、ゲーム、ゴルフ。
上級秘書士、上級情報処理士、秘書検定2級、特殊小型船舶免許の資格を有している。
「ポスト佐々木希」として報じられる。
コペルに4年間所属したのち、2017年5月に退社。
2017年9月より浅井企画所属となり、2020年9月末をもって契約満了により退所。
2022年4月1日より、ケイダッシュグループの株式会社ブランニューミュージックに所属となる。

## 出演

### テレビ
- オールスター感謝祭（TBSテレビ、2016年4月9日・2017年4月8日）- アシスタント[13][14]
- 秘湯ロマン（テレビ朝日、2017年1月8日 - 2月5日、2023年6月2日） - 旅人[15]
- もえスポ（東日本放送、2018年3月24日 - 2020年9月） - アシスタント[1]
- 熱視線 KHBスーパーベースボール東北楽天ゴールデンイーグルス公式戦ホーム&ビジター試合中継（東日本放送、2018年 - ） - 中継スタジオアシスタント

### ラジオ
- オレたちゴチャ・まぜっ!〜集まれヤンヤン〜（2022年4月24日 - 2023年4月16日、MBSラジオ） - ヤンヤンガールズ14期

### 映画
- エイトレンジャー2[3]

### 広告
- セガNET麻雀 MJ（セガゲームス）[16]

### 表紙
- カスタムスクーター 11月号（造形社、2014年）
- カスタムCAR 6月号（芸文社、2017年）

## 作品

### DVD
- はじめまして、まほりか（仮）です! まほりか（仮）（2013年12月24日、リバプール）
- 恋愛白書〜橋本真帆編〜（2014年1月24日、リバプール）[8]
- 橋本真帆×菊地りか まほりか（仮） スペシャルパッケージ （2014年6月24日、リバプール）
- 素顔のままで…（2014年11月27日、リバプール）[3]
- MahoLic（2014年8月21日、リバプール）[9][17]
- 魔法をかけて（2018年4月20日、竹書房）